# 邁克·赫爾利
邁克·赫爾利（英語：Myke Hurley）是一名來自英國的專業全職播客錄製者。他在2011年創辦播客網絡70Decibels，後來該網絡於2013年3月被5by5收購。期後，他與斯蒂芬·哈克特（Stephen M. Hackett）在2014年8月18日創立了另一個播客網絡Relay FM。
蘋果公司於它的播客系列「Events at the Apple Store」中訪問了赫爾利，他在該節目內分享了他如何成為一名全職播客錄製者。

## 外部連結
- 赫爾利的網站 （页面存档备份，存于）（英文）
- 赫爾利的網誌 （页面存档备份，存于）（英文）